# Sakura Haruno
Sakura Haruno (春野 サクラ?, Haruno Sakura), in seguito Sakura Uchiha (うちは サクラ?, Uchiha Sakura), è un personaggio immaginario del manga Naruto, scritto e disegnato dal mangaka Masashi Kishimoto. Nell'opera Sakura è una ninja, membro del Team 7, capitanato da Kakashi Hatake.
Compare anche nelle serie televisive anime Naruto e Naruto: Shippuden, oltre alle varie opere derivate dal manga.

## Il personaggio

### Creazione e sviluppo
Sakura è il principale personaggio femminile dell'opera e il terzo protagonista dietro Naruto Uzumaki e Sasuke Uchiha, suoi compagni di team. Inizialmente impreparata ai suoi compiti di kunoichi malgrado la grande intelligenza e conoscenza teorica, il personaggio si sviluppa notevolmente dopo essere stata scelta come erede della ninja leggendaria Tsunade, che ne sviluppa il potenziale e la addestra fino a renderla un'eccezionale ninja medico e una potente combattente. Alla fine del manga, Sakura è diventata la più forte kunoichi conosciuta, oltre al miglior medico, tanto da prendere il posto di Tsunade come ninja leggendaria. 
Nel corso degli anni, il personaggio di Sakura ha ricevuto critiche contrastanti ma in costante miglioramento man mano che il personaggio si sviluppava. Nel 2023, in occasione del sondaggio globale indetto online per celebrare i 20 anni del manga, Sakura è risultata essere il terzo personaggio più popolare del franchise e il più popolare fra i personaggi femminili. 

### Aspetto
Nella prima parte del manga, Sakura indossa un semplice vestito rosso senza caratteristiche particolari, molto semplice rispetto agli abiti di altri personaggi, molto più dettagliati e caratterizzanti. Nonostante ciò, nel primo progetto di design Kishimoto le aveva disegnato dei gambali, in modo da dimostrare che il personaggio è molto attivo, ma poi ha deciso di minimizzarli, rendendoli meno evidenti. Fisicamente, Sakura è caratterizzata dai capelli color rosa ciliegio, un riferimento al suo nome, dagli occhi verdi e soprattutto dalla fronte ampia, messa in particolare risalto in alcune tavole. Un cambio notevole nel design del personaggio è dato dal taglio dei capelli, a metà della prima parte, a simboleggiare la crescita del personaggio: Sakura portava i capelli molto lunghi perché credeva che così piacessero al suo compagno di team Sasuke, di cui è innamorata, ma dopo aver deciso di impegnarsi a fondo nella carriera ninja, li accorcia notevolmente, portandoli corti per il resto della serie.  
Per la seconda parte del manga, dopo aver deciso lo sviluppo del personaggio di Sakura in vera eroina e protagonista femminile, Kishimoto le ha dato un diverso design, più dettagliato e adatto al combattimento, che riprende elementi dell'abbigliamento tipico dei karateka, lasciando però la parte superiore quasi invariata, in modo da rendere Sakura più femminile e carina.

### Personalità
Sakura è apparentemente una ragazza dal carattere calmo e misurato, che tuttavia non nasconde il suo innamoramento per Sasuke. Durante la prima serie, Sakura si preoccupa molto per Sasuke, infatti teme che quest'ultimo possa lasciarla per inseguire il suo desiderio di vendetta. Quando Sasuke si accinge ad abbandonare il villaggio, Sakura tenta di fermarlo confessandogli il suo amore, ma il ragazzo la ringrazia e la colpisce, addormentandola. Da allora, l'unico obiettivo di Sakura è quello di riportare a casa Sasuke. Anche dopo tre anni dalla fuga di quest'ultimo, Sakura si preoccupa per lui e non permette a nessuno di insultare l'amato. Nonostante ciò in alcune occasioni non esita ad utilizzare la violenza contro di lui, se crede che ciò possa servire a riportarlo al villaggio.
Il rapporto tra Sakura e Naruto è invece molto diverso. Inizialmente, Sakura tendeva a considerare Naruto come un ragazzo irrequieto e ‘rompiscatole’, infatti nella prima parte dell’anime, Sakura si comporta come una ‘mammina’ nei confronti di Naruto, facendo riferimento alla somiglianza con Kushina (Mamma di Naruto) . Con il tempo, il rapporto tra i due cambia e diventano migliori amici. Dopo la partenza di Naruto, Sakura cerca di diventare più forte, in modo da incontrare Sasuke e riportarlo al villaggio. Durante la seconda parte del manga, Sakura mostra la sua preoccupazione nei confronti di Naruto, soprattutto su temi riguardanti il Demone Volpe e l'Organizzazione Alba. Sakura, quindi, diventa molto protettiva nei confronti del compagno, aiutandolo a superare moltissimi ostacoli. Arriverà addirittura a fingere di confessare il proprio amore a Naruto, nel goffo tentativo di fargli dimenticare la promessa di riportare a casa Sasuke per sollevarlo da questo fardello emotivo e dalle aspettative di tutti i suoi compagni. Durante la quarta guerra ninja, Sakura appare estremamente scossa quando si rende conto che il cuore di Naruto ha smesso di battere e tenta in tutti i modi di mantenerlo in vita con le sue arti mediche, salvando la vita del protagonista. Inoltre, sostiene che non lo lascerà morire davanti ai suoi occhi prima che realizzi quel "ridicolo sogno di diventare hokage", dimostrando di avere a cuore non solo il ragazzo ma anche i suoi sogni.
Sebbene in apparenza sia abbastanza calma e misurata, Sakura ha in realtà una doppia personalità, creata per sopperire alla sua grande insicurezza. Dentro di lei infatti si rivela spesso la vera Sakura, ovvero la sua parte aggressiva e irascibile (gag ricorrente nella prima serie era vedere il confronto tra ciò che Sakura diceva e ciò che la vera Sakura pensava realmente). Questa seconda personalità esiste separatamente all'interno della sua mente e in qualche occasione anche Sakura si comporta come la sua seconda personalità, e questi momenti diventano sempre più frequenti con il passare del tempo, dato che la ragazza diventa sempre più sicura di sé. Nella seconda parte del manga, la seconda personalità di Sakura scompare, dal momento che ormai la ragazza ha acquisito abbastanza sicurezza in se stessa da comportarsi come la vera se stessa, piuttosto che nascondersi dietro una personalità fasulla.

## Storia
In accademia, Sakura viene continuamente presa in giro dai compagni perché ha una fronte molto larga. Viene aiutata da Ino Yamanaka a crearsi un'identità e a sviluppare una certa autostima. Le due troncarono il loro rapporto, diventando a tutti gli effetti delle rivali, quando Sakura scoprì che anche Ino era innamorata di Sasuke Uchiha.
Sakura finisce proprio in team con Sasuke, ma anche con Naruto Uzumaki che inizialmente disprezza, e ai tre viene assegnato come maestro il ninja d'élite Kakashi Hatake. Inizialmente, Sakura si dimostra eccezionale nella teoria ninja, nell'osservazione e nell'analisi, ma incapace sul campo di battaglia, tanto che quando il gruppo si scontra con Zabuza e Haku, non prende parte alla lotta e ha anzi bisogno di essere protetta dai compagni di Team e dal suo maestro. L'unico momento in cui spicca è quando Kakashi insegna ai suoi allievi il controllo del chakra, campo in cui Sakura risulta essere un prodigio naturale, completando al primo tentativo l'esercizio assegnato, mentre Naruto e Sasuke impiegano diversi giorni per fare lo stesso.
Quando la missione si conclude con la sconfitta dei due ninja e con la costruzione del ponte di Tazuna, il gruppo ritorna al villaggio dove partecipa agli esami di selezione dei Chunin. Sakura, nonostante all'inizio sia indecisa se iscriversi o no a causa delle sue lacune in combattimento, decide comunque di partecipare, affrontando prima il Team Dosu giunto per uccidere Sasuke ed infine Ino in uno scontro che si concluderà pari e con la squalifica di entrambe. Dopo la fuga di Sasuke, Sakura chiede a Tsunade, diventata il Quinto Hokage, di diventare sua allieva.
All'inizio della seconda parte del manga, Sakura è diventata chunin, e insieme a Naruto e Kakashi raggiunge il Villaggio della Sabbia per salvare Gaara. Giunto al villaggio, Sakura guarisce Kankuro dal veleno di Sasori, poi, insieme alla vecchia Chiyo, affronta proprio quest'ultimo nel rifugio dell'Organizzazione Alba. Alla fine dello scontro, Sasori, in fin di vita, rivela che egli doveva incontrarsi con una sua spia, sottoposta di Orochimaru, al Ponte Tenchi, in prossimità del Paese dell'Erba, che si rivelerà essere Kabuto. Così Sakura, insieme a Naruto, Sai e Yamato, raggiunge il covo di Orochimaru: incontrerà Sasuke, ma non riuscirà a riportarlo al Villaggio della Foglia. In seguito, Sakura assiste Naruto nello scontro con Kakuzu e durante la ricerca di Sasuke, che si rivela un ulteriore fallimento. Riappare in occasione dell'attacco di Pain mentre cura Hinata, rendendosi conto che la ragazza è innamorata di Naruto. Successivamente decide di raggiungere Naruto nel Paese del Ferro. Qui, mentendogli, gli si dichiara, chiedendogli di cancellare la promessa di riportare indietro Sasuke fatta alcuni anni prima, nel blando tentativo di liberarlo da quel pesante fardello. Naruto non crede alle sue parole e gli chiede spiegazioni, ma la ragazza infuriata se ne va. Decide quindi di affrontare Sasuke da sola e, dopo aver addormentato Kiba, Rock Lee e Sai (che invia un suo clone d'ombra ad avvertire Naruto), si dà al suo inseguimento. Raggiunto Sasuke, tenta di convincerlo di essere dalla sua parte e di avere l'intenzione di abbandonare il villaggio. Sasuke, come prova della sua lealtà, le chiede di dare il colpo di grazia a Karin, ma non appena la ragazza si volta, il ragazzo tenta di ucciderla, ma viene salvata dall'arrivo tempestivo di Kakashi. Durante il combattimento tra Sasuke e il loro maestro, Sakura tenta di colpire alle spalle Sasuke, ma viene nuovamente scoperta dal ragazzo e salvata all'ultimo istante da Naruto.
Sakura viene reclutata nella terza divisione, comandata da Kakashi. Sarà tra i primi a svelare le identità di alcuni Zetsu bianchi, e verrà salvata dall'attacco di uno di questi da un clone di Naruto, arrivato sul campo di battaglia.
Quando il Decacoda si sdoppia in molte parti, Sakura attiva il sigillo posto sulla fronte come Tsunade rendendola molto più forte fisicamente, re abbatte una delle copie del Decacoda, generando stupore nei suoi compagni tanto che Naruto promette di non farla mai più arrabbiare. Durante la battaglia contro il Decacoda inoltre, Sakura si dimostra capace di evocare una lumaca, che si scopre essere Katsuyu, la stessa lumaca evocata da Tsunade. Dopo che Madara ottiene i Poteri Yin e Yang ovvero il Rinnegan e la modalità Eremita delle Sei Vie, la ragazza mantiene parzialmente in vita Naruto con un massaggio cardiaco. Infatti, con l'ausilio del bisturi di chakra, inserisce una mano all'interno del torace di Naruto e fa in modo che il suo cuore riprenda a battere. Al massaggio cardiaco combina poi una respirazione bocca a bocca, per consentire a Naruto di conservare le funzioni vitali.
Dopo aver assistito al risveglio di Naruto, la ragazza ringrazia Obito per averlo aiutato, ma quest'ultimo gli chiede di pugnalargli l'occhio con il Rinnegan. Una volta impugnato il kunai, Sakura si appresta a colpire l'occhio di Obito, ma viene interrotta da Madara che tenta di ucciderla. Scampata all'ultimo istante dal suo attacco, ritorna nella dimensione reale e si ricongiunge ai compagni della squadra 7. In seguito Madara attiva lo Tsukuyomi infinito, intrappolando tutto il mondo in illusione, ma il Team 7 riesce a salvarsi grazie al potere Yin cioè il rinnegan di Sasuke. Obito controllato dallo Zetsu Nero attacca poi Madara alle spalle, rivelandogli di essere in realtà la volontà della principessa Kaguya, la madre dell'Eremita delle Sei Vie. Durante la battaglia Sakura dà il suo contributo per permettere a Naruto e Sasuke di sconfiggere Kaguya. Quando Sasuke annuncia di voler uccidere Naruto e i cinque kage per dare il via ad una rivoluzione, tenta di fermarlo dichiarandogli in lacrime il suo amore, ma questi la stordisce con un'illusione. Dopo essere rinvenuta si reca con Kakashi sul luogo dello scontro dove soccorre i suoi compagni.
Alcuni anni dopo la fine della guerra, viene rivelato che Sasuke e Sakura si sono sposati e hanno avuto una figlia, Sarada Uchiha, con lo Sharingan del padre e la smisurata forza della madre.
Nel sequel/spin-off Boruto: Naruto Next Generations, dedicato alla nuova generazione ninja, Sakura è a capo del comparto medico di Konoha e dirige una clinica dedicata alla salute mentale dei bambini.  

## Capacità ninja
Per tutta la durata della prima serie, i punti di forza di Sakura sono essenzialmente la sua intelligenza e il suo perfetto controllo del chakra, ma anche la sua capacità di reprimere le arti illusorie. Negli scontri si dimostra molto perspicace e intuitiva, nonché decisamente abile nel raccogliere informazioni sul nemico, grazie anche al suo eccellente spirito di osservazione.
Dopo la partenza di Sasuke, Sakura capisce di essere solo di intralcio per Naruto e gli altri così chiede alla Sannin Tsunade di allenarla. Sakura acquisisce una grande abilità nelle arti mediche. Oltre a ciò, Sakura ha una vasta conoscenza dei veleni e degli antidoti, e ciò la rende un ninja medico dal talento eccezionale. Sakura, grazie all'allenamento con Tsunade, acquista infine una forza sovrumana, con cui è in grado di distruggere rocce e avversari con enorme facilità. La sua incredibile forza, accoppiata con le sue abilità in campo medico, porta molti a vedere Sakura come una versione più giovane di Tsunade.
L'esempio più estremo della sua abilità medica è la tecnica del Byakugou, che consiste nell'immagazzinare continuamente il chakra in un sigillo romboidale presente sulla fronte: rilasciando il sigillo, il chakra accelera enormemente il processo che permette la sostituzione di cellule vecchie e danneggiate con cellule nuove. Questo processo prosegue finché ogni ferita di Sakura, anche fatale a uno o più organi vitali, non viene totalmente rigenerata: il chakra continua a rilasciarsi anche dopo la guarigione, in modo da permetterle di combattere senza morire poiché si rigenera costantemente. L'effetto, però, svanisce in poco tempo. Inoltre, l'uso di questa tecnica accorcia la vita di chi la usa, perché accelerando il processo rigenerativo le cellule oltrepassano i propri limiti di moltiplicazione.
Sakura, come la sua maestra, è in grado di richiamare le lumache, infatti nello scontro con il Decacoda, nella quarta grande guerra mondiale ninja, Sakura evoca la lumaca gigante di Tsunade. Sakura evoca in particolare Katsuyu la regina delle lumache, con la quale ha un contatto telepatico; la stessa Katsuyu riesce a ricevere il chakra di Sakura anche a grandi distanze così da essere in grado di curare più feriti alla volta. Katsuyu ha mostrato inoltre un'arma offensiva molto pericolosa, ovvero l'abilità di emettere un acido vischioso in grado di sciogliere qualsiasi cosa; inoltre ha mostrato di potersi dividere in piccole lumache e di ricomporsi in un tempo brevissimo da un'altra parte.

## Altri media
Sakura, essendo una dei tre protagonisti della storia, è una dei personaggi più presenti in Naruto, sia nel manga che nell'anime. Appare in tutti i film; nel primo film Naruto the Movie: La primavera nel Paese della Neve, Sakura partecipa ad una missione insieme al Team 7 nel Paese della Neve dove affronta Dotou, l'usurpatore del villaggio. Nel secondo film, Naruto il film: La leggenda della pietra di Gelel, Sakura affronta con Shikamaru il nemico di turno, Haido, e i suoi subordinati. Nel terzo film, Naruto il film: I guardiani del Regno della Luna Crescente, Sakura tenta di curare il Re del Paese della Luna, ma inutilmente. Nel quarto film, Naruto Shippuden: L'esercito fantasma, a Sakura, Neji e Rock Lee viene affidata la protezione della sacerdotessa Shion. Nel film Naruto: La via dei ninja, Sakura viene catapultata insieme a Naruto nell'universo alternativo generato da un'illusione dell'Uomo Mascherato.
Nell'ultimo film della saga (Boruto: Naruto the Movie) compare mentre assiste agli esami di selezione dei chunin della figlia Sarada, avuta da Sasuke, e poi nell'atto di proteggere la gente da dei massi generati dallo scontro di Naruto e Sasuke contro Momoshiki Ootsutsuki (antagonista principale del lungometraggio).
Nella serie sequel/spin-off Boruto, dedicata alla nuova generazione ninja, Sakura, ora chiamata Sakura Uchiha, compare come moglie di Sasuke e madre della loro figlia Sarada Uchiha, membro del nuovo Team 7 insieme a Boruto Uzumaki, figlio di Naruto e Hinata Hyuga, e Mitsuki, figlio del Sannin ed ex antagonista Orochimaru. È inoltre diventata capo della divisione medica di Konoha ed è fondatrice e direttrice di una clinica per la salute mentale dei bambini.  
Sakura appare anche in tutti i videogame di Naruto.
Nel videogioco Naruto: Clash of Ninja, Sakura fa la sua prima apparizione con l'aspetto della seconda serie.